# Multipler Wachbleibetest
Der Multiple Wachbleibetest, auch Multipler Wachhalte-Test, englisch „Maintenance of Wakefulness-Test“ (MWT), ist ein Verfahren der apparativen Leistungsdiagnostik in der Schlafmedizin. Er hilft bei der Diagnose von Schlafstörungen zur Erfassung der Tagesschläfrigkeit.
Der Patient oder Proband sitzt bei der Messung bei Dämmerlicht in einer reizarmen Umgebung und soll versuchen, so lange wie möglich wach zu bleiben. Sensoren registrieren dabei, ob er einschläft. Die Vorgang besteht aus mehreren Durchgängen vorgegebener Dauer, die in einem festgelegten Zeitintervall wiederholt werden. Vom MWT gibt es mehrere Varianten, je Durchgang sind 20 oder 40 Minuten bei vier Durchgängen im zwei Stunden-Intervall üblich.

## Durchführung der Untersuchung
Zur Durchführung dieser Untersuchung gibt es Empfehlungen, die der einheitlichen Anwendung und Vergleichbarkeit dienen und auf Arbeiten von Karl Doghramji beruhen.
Die Untersuchung wird wegen der benötigten Messtechnik in einem Schlaflabor durchgeführt. Die Durchführenden sollten Erfahrungen mit diesem Test haben. Ob eine Polysomnographie in der vorhergehenden Nacht und ein Schlaftagebuch für die Zeit vor dieser Untersuchung benötigt werden, richtet sich nach dem Untersuchungszweck.
Nachdem im Laufe der Zeit verschiedene Varianten dieses Tests entwickelt und evaluiert wurden, wird nun die Durchführung mit vier Durchgängen nach dem 40-Minuten-Protokoll im zwei Stunden-Intervall ab 9 oder 10 Uhr empfohlen.

### Vorbereitung
Ein leichtes Frühstück mindestens eine Stunde vor dem ersten Durchgang wird empfohlen. Ein leichtes Mittagessen nach Beendigung des zweiten Durchgangs ist vorgesehen. Der Konsum von Tabak und Koffein unmittelbar vor und während des MWT sollte unterlassen werden. Auch die Einnahme von Medikamenten hat Auswirkungen auf die Schläfrigkeit und bedarf der Absprache mit dem Arzt.
Der Raum soll vollständig abgedunkelt sein und eine einzige, genau definierte, schwache Lichtquelle hinter dem Kopf des Probanden aufweisen. Die Raumtemperatur soll passend zum Wohlbefinden des Probanden sein. Der Proband soll im Bett angelehnt sitzen, wobei der Kopf von einer Nackenrolle unterstützt wird.

### Messung
Um Ablenkungen klein zu halten, sind alle Handlungen der Durchführenden und die Anweisungen an den Probanden standardisiert. Der Proband wird vor jedem Durchgang gefragt, ob noch ein Gang zur Toilette nötig sei oder Anpassungen für sein Wohlbefinden nötig wären. Danach wird eine Kalibrierung der Sensoren durchgeführt und dazu der Proband aufgefordert, bestimmte Bewegungen mit den Augen vorzunehmen. Zum Beginn der Messung wird der Proband aufgefordert, nun still zu sitzen, die Augen offen zu halten und nach vorne zu sehen und so lange wie möglich wach zu bleiben und sich nicht mit Handlungen wie Singen, Kneifen oder Aufstehen wach zu halten.
Die übliche Aufzeichnung des MWT umfasst Elektroenzephalografie (EEG), Elektrookulografie (EOG) für beide Augen, Elektromyografie (EMG) und Elektrokardiogramm (EKG).

### Auswertung
Die Auswertung der während des MWT aufgezeichneten Messungen erfolgt, wie in der Polysomnographie üblich, in 30-Sekunden-Epochen, gerechnet ab dem Beginn der jeweiligen Aufzeichnung. Als Schlafbeginn gilt die erste Epoche, in der mehr als 15 Sekunden Schlaf festgestellt werden. Falls kein Schlaf auftritt, endet der Durchgang nach 40 Minuten, andernfalls nach „eindeutigem Schlaf“, definiert als drei aufeinanderfolgende Epochen im Schlafstadium N1 oder einer Epoche in einem anderen Schlafstadium. Als Einschlaflatenz gilt die Zeit bis zum Schlafbeginn oder bei ausgebliebenem Schlaf 40 Minuten.
Zum Ergebnis gehören folgende Angaben: je Durchgang Uhrzeit von Beginn und Ende, Einschlaflatenz, die gesamte Schlafdauer und die in den Durchgängen erreichten Schlafstadien sowie die mittlere Einschlaflatenz als arithmetischer Mittelwert der vier Durchgänge. Abweichung vom Standard-Protokoll und Besonderheiten sollen ebenfalls dokumentiert werden.

### Unterschiede zum Multiplen-Schlaf-Latenz-Test
Wesentliche Unterschiede zum Multiplen Schlaflatenztest (MSLT) bestehen somit in der Körperhaltung des Probanden (hier sitzend gegenüber liegend), der Unterstützung für die Haltung des Kopfes (hier gering gegenüber auf Kissen liegend), den Augen (hier offen gegenüber geschlossen), der Helligkeit im Raum (hier Dämmerlicht gegenüber Abdunkelung) sowie der Vorgabe (hier „wach bleiben“ gegenüber „einschlafen“).
Die Fähigkeit eines Probanden, sich rasch zu entspannen, kann dazu beitragen, schneller einzuschlafen. Bei Gesunden kommt es vor, dass diese beim MSLT regelmäßig auch mit kurzer Latenz einschlafen und beim MWT wach bleiben können.

## Anwendung
Der MWT zählt zu den gängigen apparativen Verfahren der Leistungsdiagnostik in der Schlafmedizin weltweit. Er wird zur Diagnose bei Narkolepsie und zur Objektivierung von Hypersomnien eingesetzt. Er dient der Bestimmung des Schweregrades der Tagesschläfrigkeit, nicht jedoch zur Ausschlussdiagnostik. Untersucht werden tonische Aktivierung und Wachbleibefähigkeit.
Normwerte für diesen Test wurden für verschiedene Schlafstörungen und Altersgruppen ermittelt.
„Sekundenschlaf“ (Microsleep) wird im Standard-Protokoll des MWT nicht nachgewiesen, da Episoden unter 15 Sekunden bei der Auswertung in den vorgesehenen 30-Sekunden-Epochen nicht ausgewiesen werden.
Eine Vorhersage mittels MWT bezüglich des Einschlafens von Individuen im realen Leben ist nicht möglich.
Nach einer Umfrage der Deutschen Gesellschaft für Schlafforschung und Schlafmedizin (DGSM) bei mehr als 300 Schlaflaboren gaben etwa 40 % an, diesen Test anzuwenden. Der Einsatz erfolgte im Zusammenhang mit der Diagnostik der Hypersomnie, der Narkolepsie und bei schlafbezogenen Atmungsstörungen sowie bei der Testung von Berufskraftfahrern und zur Therapiekontrolle. Diese Umfrage aus 2009 zeigt eine zunehmende Verbreitung des Tests gegenüber dem Jahr 2004.

## Alternativen
Zur Bestimmung der Schwere der Tagesschläfrigkeit werden in der Schlafmedizin und anderen Bereichen je nach Fragestellung eine Vielzahl von Verfahren eingesetzt. Zur apparativen Diagnostik zählt der MSLT, zur nichtapparativen Diagnostik die Epworth Sleepiness Scale (ESS), die Stanford Sleepiness Scale (SSS) und viele weitere Fragebögen.
Als „OSLER-Test“ oder „Oxford Sleep Resistance Test“ wird eine verhaltensorientierte Version des MWT bezeichnet, bei dem zusätzlich die Reaktionszeit auf LED-Signale untersucht wird.

## Geschichte
Der MWT wurde 1982 aus dem MSLT entwickelt.
Beim MSLT wird die Einschlaflatenz nach der Aufforderung, nun einzuschlafen, in einer reizarmen Umgebung bestimmt. Dieser Test basiert auf der Annahme, dass höhere physiologische Schläfrigkeit zu kürzerer Einschlaflatenz führt. Bei schweren Fällen von Tagesschläfrigkeit wurde beobachtet, dass bei der Kontrolle von Therapieversuchen keine klinisch signifikanten Unterschiede im MSLT feststellbar waren, obwohl die Patienten in Fragebögen wie SSS subjektiv von Verbesserungen berichteten. Bei diesem Personenkreis besteht die Problematik, in alltäglichen Situationen während einer Phase der Inaktivität die Wachheit aufrechtzuerhalten. Diese Sichtweise führte zur Entwicklung des MWT als Abwandlung des MSLT mit der Instruktion, während des Tests wach zu bleiben.
Im Vergleich zum MSLT verlängert sich die Einschlaflatenz, wenn Patienten angewiesen werden, wach zu bleiben. Bei der damals näher betrachteten Narkolepsie war die Einschlaflatenz der Patienten niedriger als in der Kontrollgruppe, allerdings stimmte die Selbsteinschätzung im Fragebogen, sich wacher zu fühlen, nicht immer mit den Messungen überein.